# 封印LOVE
「封印LOVE」（ふういんラブ）は、少年隊の15枚目のシングル。

## 解説
前作「まいったネ今夜」から10か月ぶりのシングル。少年隊の週間オリコンチャート3位以内に入った作品は、同曲が最後となっている。7インチ・レコードでの発売は、当曲で最後となった。2020年のベスト・アルバム『少年隊 35th Anniversary BEST』に収録。

## 収録曲
Side A
1. 封印LOVE
作詞：亜伊林　作曲・編曲：杉山洋介
2. 封印LOVE(カラオケ) (シングルカセットのみ)

Side B
1. HEAVEN
作詞：覚和歌子　作曲：安田信二　編曲：寺田創一
アルバム未収録
2. HEAVEN(カラオケ) (シングルカセットのみ)